# Leica M7
Le Leica M7 est un appareil photographique télémétrique fabriqué par Leica. Conçu sur les mêmes bases que son prédécesseur le M6, il bénéficie d'améliorations telles que la commande électronique de l'obturateur, l'exposition automatique (avec priorité au diaphragme), le codage DX, ainsi que la synchronisation du flash sur le deuxième rideau et le flash haute vitesse (1⁄1 000 s, avec flash spécial Metz).

## Caractéristiques techniques
- Type : Appareil compact 24×36 à viseur télémétrique et optique interchangeable, avec obturateur à commande électronique et deux vitesses d'obturation à commande mécanique.
- Objectifs : Objectifs Leica M avec focales de 21 à 135 mm.
- Principe du viseur : Viseur télémétrique grand et clair, à cadre lumineux collimatés, à correction automatique de parallaxe.
- Oculaire équilibré sur -0,5 dioptrie. Lentilles correctrices disponibles (de -3 à +3 dioptries). Cadrage par deux cadres lumineux apparaissant pour respectivement 28 et 90 mm (cadre pour 90 mm seul, dans le Leica M7 0.85), 35 et 135 mm (cadre pour 35 mm seul, dans le Leica M7 0.58), 50 et 75 mm. Positionnement automatique au moment de la fixation de l'objectif. Le sélecteur de cadrage permet de faire apparaître tout cadre désiré.
- Correction de la parallaxe : La différence horizontale et verticale entre le viseur et l'objectif est corrigée automatiquement en fonction du réglage de la distance ; le cadre lumineux dans le viseur coïncide donc automatiquement avec le cadrage du sujet.
- Télémètre à grande base : Télémètre à coïncidence au milieu du viseur en tant que champ clair distinct.
- Base mesure : Leica M7 0.58 : 40,2 mm / Leica M7 0.72 : 49,9 mm / Leica M7 0.85 : 58,9 mm.
- Mesure de l'exposition : Mesure de l'exposition à travers l'objectif (TTL), sélective avec l'ouverture utile. Mesure TTL intégrale avec prépondérance au centre pour l'exposition au flash avec un flash standard SCA 3000 conforme au système. Principe de mesure la lumière mesurée est celle réfléchie par une tache blanche au milieu du premier rideau de l'obturateur. La tache a un diamètre de 12 mm, ce qui correspond à environ 13 % de la totalité du format de prise de vue. Étendue de mesure (à 100 ISO) de 0,03 cd/m' à 125000 cd/m' avec diaphragme 1,0. À 100 ISO, cela correspond à des IL de -2 à 20, ou avec des diaphragmes de 1 à 32, à des vitesses d'obturation entre 4 s et 1/1000 s. Un clignotement de la DEL triangulaire gauche dans le viseur signale que l'étendue de mesure est dépassée vers le bas.
- Étendue de sensibilité des films : Au choix, réglage automatique pour les films codés DX, de 25 à 5000 ISO, ou réglage manuel de 6 à 6400 ISO. Avec réglage supplémentaire pour la correction de l'exposition (± 2 IL).
- Modes d'exposition : Au choix, commande automatique de la vitesse d'obturation - avec affichage numérique correspondant - et présélection manuelle du diaphragme ou équilibrage manuel de la vitesse d'obturation et du diaphragme par balance d'exposition (DEL).
- Commande de l'exposition au flash : Raccordement d'un flash sur le sabot à contact central et à contacts de commande ou avec la prise standard. Synchronisation au choix sur le 1er ou le 2e rideau de l'obturateur (avec un flash approprié et un adaptateur SCA 3502). Vitesse de synchronisation du flash X = 1⁄50 s ; réglage automatique avec "AUTO" ; temps de pose plus longs utilisables en réglage manuel, temps de pose plus courts en réglage manuel (1⁄250 s, 1⁄500 s, 1⁄1 000 s) si le flash raccordé comporte une fonction High Speed Synchronisation et à condition d'utiliser un adaptateur SCA 3502. Mesure de l'exposition au flash (avec adaptateur SCA 3501 /3502 ou flash standard SCA 3000 S, Leica SF20, par exemple) : mesure intégrale TTL avec prépondérance au centre. Gamme de sensibilité des films pour la mesure TTL de l'exposition au flash de 12 à 3200 ASA. Affichages pour le fonctionnement du flash disponibilité : allumage constant de la DEL symbole de flash dans le viseur. Contrôle d'exposition correcte allumage continu ou clignotement rapide de la DEL après la prise de vue ; une sous-exposition est signalée par l'extinction passagère de la DEL.
- Affichages dans le viseur (sur le bord inférieur) : Symbole DEL pour l'état du flash, affichage numérique à 4 chiffres par DEL à 7 segments avec adaptation de la luminosité de l'affichage à l'éclairage ambiant, avec point décimal et point au-dessus pour les indications concernant la sensibilité des films, avertissement pour les corrections de l'exposition, vitesse d'obturation lors du réglage automatique du temps de pose, indication de mémorisation de la valeur mesurée, avertissement en cas de dépassement de la plage de mesure vers le haut ou vers le bas avec le réglage automatique du temps de pose et lors de l'écoulement de temps de pose supérieurs à 2 s. Balance d'exposition avec deux DEL triangulaires et une DEL ronde centrale pour le réglage manuel de l'exposition. Les DEL triangulaires indiquent dans quel sens la bague de diaphragme et le barillet de réglage du temps de pose doivent être tournés pour l'équilibrage.
- obturateur et déclenchement : Obturateur à rideaux en tissu caoutchouté, à déplacement horizontal, extrêmement silencieux. Commande électronique et deux vitesses d'obturation (1⁄60 s et 1⁄125 s) à commande mécanique. Vitesses d'obturation avec réglage automatique du temps de pose ("AUTO"), en continu, entre 32 s et 1⁄1 000 s, avec réglage manuel, entre 4 s et 1⁄1 000 s en échelons entiers ; B (pose) ; synchronisation du flash i (1⁄50 s). Déclencheur à trois paliers mise sous tension - mémorisation de la valeur mesurée (réglage automatique du temps de pose) - déclenchement. Filetage standard pour déclencheur flexible.
- Entraînement du film : Entraînement avec levier d'armement rapide ou par moteur : MOTOR-M. Rembobinage manuel, par manivelle, après renversement du levier "R" sur la partie frontale de l'appareil. Compteur de vues Retour automatique à zéro.
- Boîtier : Matériaux Boîtier monobloc en alliage léger moulé sous pression, avec paroi dorsale relevable. Capot et semelle en laiton chromé noir ou argenté. Écrou pour trépied A 1/4 (1/4") dans la semelle.
- Alimentation : 6 V par 2 piles au lithium de type DL 1/3 N. Contrôle des piles par pulsation des DEL de l'affichage numérique ou de la balance d'exposition, ou par affichage du signe "bc" ou par extinction de tous les affichages.
- Dimensions (L × H × E) : 138 mm × 79,5 mm × 38 mm